# Dewin (gmina)
Dewin (bułg. Община Девин)  − gmina w obwodzie Smolan w południowej Bułgarii, w obwodzie Smolan.

## Miejscowości
Miejscowości wchodzące w skład gminy Dewin:
- Beden(inne języki) (bułg. Беден),
- Breze (bułg. Брезе),
- Czurukowo (bułg. Чуруково),
- Dewin (bułg. Девин) – siedziba gminy,
- Gjowren (bułg. Гьоврен),
- Grochotno (bułg. Грохотно),
- Kesten (bułg. Кестен),
- Laskowo (obwód Smolan)?Laskowo (bułg. Лясково),
- Michałkowo (bułg. Михалково),
- Osikowo (bułg. Осиково),
- Sełcza (bułg. Селча),
- Stomanewo (bułg. Стоманево),
- Teszeł (bułg. Тешел),
- Trigrad (bułg. Триград),
- Wodni pad (bułg. Водни пад),
- Żrebewo (bułg. Жребево).

## Historia
W latach 1878–1886 na terenie obecnej gminy Dewin istniała niezależna Republika Tamrasz, utworzona przez zamieszkujących tu Pomaków.